# Mark Harris (cầu thủ bóng đá Wales)
Thomas Mark Harris (sinh ngày 29 tháng 12 năm 1998) là một cầu thủ bóng đá chuyên nghiệp người xứ Wales hiện thi đấu ở vị trí tiền đạo hoặc tiền cệ cho câu lạc bộ Cardiff City tại Championship và đội tuyển quốc gia Wales.